# Boussan
Boussan település Franciaországban, Haute-Garonne megyében. Lakosainak száma 230 fő (2022. január 1.). Boussan Aurignac, Benque, Cassagnabère-Tournas, Eoux, Montoulieu-Saint-Bernard és Saint-André községekkel határos.

## Népesség
A település népességének változása:
| Lakosok száma | 258  | 225  | 211  | 202  | 238  | 248  | 239  | 233  | 234  | 230  |
|               | 1968 | 1982 | 1990 | 2006 | 2013 | 2015 | 2017 | 2019 | 2020 | 2022 |